# 774년

## 연호
- 당(唐) 대력(大曆) 9년
- 일본(日本) 호키(宝亀) 5년

## 기년
- 당(唐) 대종(代宗) 13년
- 신라(新羅) 혜공왕(惠恭王) 10년
- 발해(渤海) 문왕(文王) 38년

## 사건
6월 프랑크왕국의 카를로스 1세가 파비야를 정복해 랑고바르드 왕국을 멸망시켰다. 